# 集束レンズ

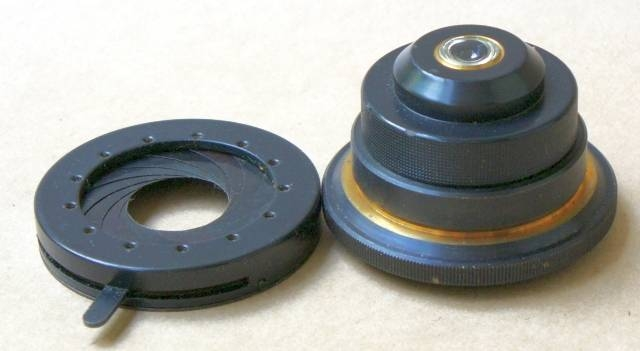
光における集束レンズ（右）と絞り。

集束レンズ（しゅうそくレンズ）とは、光や電子のビームを集束するレンズのこと。コンデンサー（Condenser ）ともいう。
電子顕微鏡で用いられる集束レンズは電磁レンズであり、電子銃と対物レンズの間に置かれる。電子プローブ径とプローブ電流を制御する。
一般的に、電子銃が熱電子放出型やショットキー型の場合は2段、電界放出型の場合は1段の集束レンズが使われる。